# شاين بوند
شاين بوند (7 يونيو 1975 بكرايستشرش في نيوزيلندا - ) (بالإنجليزية: Shane Bond)‏ هو ضابط شرطة ولاعب كريكت نيوزلندي. شارك مع منتخب نيوزيلندا الوطني للكريكت. أما مع النوادي، فقد لعب مع كلكتا نايت رايدرز ونادي وارويكشاير للكريكيت ‏ ونادي مقاطعة هامبشاير للكريكت ‏ وفريق كانتربري للكريكت ‏.

## وصلات خارجية
- شاين بوند على موقع إي آس بي آن كريك إنفو (الإنجليزية)